# ANNO 2008
ANNO 2008 byl XIV. ročník ankety diváků televize Nova ANNO. Byl vyhlašován v neděli 8. února 2009 v pražském Hudebním divadle Karlín. V anketě diváci zvolili ty nejlepší, kteří se v uplynulém roce objevovali na obrazovkách Novy.

## Moderátor a hosté
Předáváním cen provázel moderátor Leoš Mareš. Během večera zazpíval a Ewa Farna, Ondřej Ruml nebo Petr Janda.
Na vyhlašování se objevili a ceny předávali také Martin Severa, Roman Šmucler nebo Eva Jurinová.

## Výsledky

### Muž roku
| Místo | Jméno              | Pořad            |
| ----- | ------------------ | ---------------- |
| 1.    | Martin Dejdar      | Comeback         |
| 2.    | Karel Voříšek      | Televizní noviny |
| 3.    | Reynolds Koranteng | Televizní noviny |

### Žena roku
| Místo | Jméno           | Pořad                     |
| ----- | --------------- | ------------------------- |
| 1.    | Zlata Adamovská | Ordinace v růžové zahradě |
| 2.    | Hana Maciuchová | Ulice                     |
| 3.    | Lucie Borhyová  | Televizní noviny          |

### Pořad roku
| Místo | Název                     |
| ----- | ------------------------- |
| 1.    | Ordinace v růžové zahradě |
| 2.    | Ulice                     |
| 3.    | Comeback                  |

### Ostatní
| Film roku      | Nestyda        |
| Speciální cena | Na vlastní oči |

## Zajímavosti
14. ročníkem ankety ANNO vyvrcholily oslavy 15. narozenin televize Nova Zpěváci zpívali celý večer bez playbacku a během přestávek se v sále natáčel nový film Tomáše Vorla Jak ulovit miliardáře.